# Muzeum Meiji-Mura
Muzeum Meiji-mura (jap. 博物館明治村 Hakubutsukan Meiji-mura; dosł: Muzeum - Wioska Meiji) – muzeum skansenowe w mieście Inuyama, w prefekturze Aichi w Japonii, otwarte 18 marca 1965 roku i prezentujące architekturę okresu Meiji (1868–1912). Założycielami muzeum byli: Yoshirō Taniguchi (jap. 谷口 吉郎 Taniguchi Yoshirō) i Motoo Tsuchikawa (jap. 土川 元夫 Tsuchikawa Motoo). Właścicielem skansenu jest japoński przewoźnik kolejowy Nagoya Railroad Company.

## Lokalizacja
Skansen zajmuje powierzchnię ok. 1 km². Położony jest ok. 6 km na południowy wschód od centrum Inuyamy na malowniczym zboczu nad zbiornikiem Iruka. Dojazd z dworca w Nagoi do stacji Inuyama pociągiem lub autobusem Meitetsu (Meitetsu Bus Co.) zajmuje ok. 30 min, a dalej także autobusem firmy Meitetsu z centrum Inuyamy do Meiji-mura ok. 20 min.

## Tło historyczne
Okres Meiji (1868–1912) to czas, w którym Japonia otworzyła się na świat po latach izolacji. Obok wykorzystywanej nadal tradycyjnej architektury drewnianej z okresu Edo, zaczęto przyjmować style, materiały (kamień i cegła) i metody od architektów zachodnich. Wiele budynków z tego okresu zostało zniszczonych przez trzęsienia ziemi, klęski żywiołowe, wojny, a także częściowo przez gwałtowny rozwój przemysłu (rewolucja przemysłowa). 
Aby ocalić te, które przetrwały japoński architekt, dr Yoshirō Taniguchi, zwrócił się o pomoc do swojego kolegi z klasy, ówczesnego wiceprezydenta firmy kolejowej Nagoya Railway Co. (Meitetsu): Motoo Tsuchikawy. Zdecydowali się oni wybrać najbardziej zagrożone likwidacją budynki z tego okresu i stworzyć skansen. Pierwsze budynki zostały tu przywiezione w 1960 roku, a pięć lat później, 18 marca 1965 nastąpiło oficjalne otwarcie „Wioski Meiji”.

## Zbiory
Skansen prezentuje głównie budynki wybudowane w okresie Meiji, pochodzące z całej Japonii, m.in.: Nagoi, Tokio, Kobe, Kioto, Osaki, Nagasaki, prefektury Mie, Kanazawy, Sapporo, a także spoza niej: japoński kościół ewangelicki wybudowany w 1907 w Seattle w Stanach Zjednoczonych, aula dla japońskich emigrantów zbudowana w 1869 w Hilo na Hawajach. Budynki były tu przewożone, a następnie odbudowywane. Obiekt posiada też budowle z późniejszych okresów: Taishō (1912–1926) i Shōwa (1926–1989). Obecnie „Wioska Meiji” posiada 67 budowli.

### Wybrane obiekty
- Biblioteka rządu Meiji – kamienno-ceglany budynek w stylu renesansowym, wybudowany w 1911 roku na terenie rezydencji cesarskiej Akasaka w Tokio.
- Dom rodziny Tōmatsu – typowy, drewniany dom rodziny kupieckiej zbudowany w Nagoi w 1901 roku. Obiekt wpisany jest na japońską listę „Important Cultural Property”.
- Fasada hotelu Imperial – wybudowany w 1923 roku w Tokio. Zaprojektował go słynny, amerykański architekt Frank Lloyd Wright. Budynek ten jest uważany za jeden z jego najbardziej nowatorskich projektów. Zastosowano w nim konstrukcję, która miała być odporna na wstrząsy. Kiedy budynek przetrwał wielkie trzęsienie ziemi w Kantō w sierpniu 1923 roku, Wright miał dostać telegram od hotelarza: „Hotel stoi niezniszczony jako pomnik Twojego geniuszu”. Niestety budynek został wyburzony w 1966 roku. Ocalała jedynie fasada.
- Główna brama więzienia w Kanazawa – brama wyposażona w dwie dwupiętrowe wieżyczki, wybudowana w 1909 roku w Kanazawie (prefektura Ishikawa).
- Instytut Kitasato – dwupiętrowy, drewniany budynek bazujący na niemieckim stylu barokowym, zbudowany w 1915 roku w Tokio.
- Japoński Dom Imigranta z Registro – budynek drewniany wybudowany przez japońskich imigrantów w 1909 roku. Przebył najdłuższą drogą: pochodzi z São Paulo z Brazylii.
- Latarnia morska z Shinagawa – najstarsza latarnia morska w zachodnim stylu w Japonii, zbudowana w 1870 roku w Tokio. Obiekt wpisany jest na japońską listę „Important Cultural Property”.
- Katedra św. Franciszka Ksawerego – typowa gotycka katedra zbudowana w Kioto w 1890 roku.
- Kościół św. Jana – budynek jest mieszanką stylu romańskiego i gotyckiego, z wnętrzem zawierającym elementy japońskie (bambus). Obiekt wpisany jest na japońską listę „Important Cultural Property”.
- Sala Recepcyjna z rezydencji admirała markiza Tsugumichi Saigō (czyt. także Jūdō Saigō) – dwupiętrowa, zbudowana w 1877 roku w dzielnicy Meguro w Tokio, wpisana na japońską listę „Important Cultural Property”.
- Teatr Kureha-za – budynek dwupiętrowy, drewniany, zbudowany w 1868 roku w dzielnicy Nishihonmachi, Ikeda w Osace.
- Urząd pocztowy z Uji-yamada – wybudowany w Ise (prefektura Mie) w 1909 roku. Jednopiętrowy drewniany budynek, pokryty miedzianym kopulastym dachem.

## Zwiedzanie
Po terenie skansenu przewozy oferują zabytkowe parowozy oraz pochodzące z Kioto pierwsze japońskie tramwaje. Zwiedzanie budowli podzielone jest na pięć etapów. Przy każdej znajduje się tablica informująca o ich historii w dwóch językach: japońskim i angielskim. Wiele z nich można zwiedzać od wewnątrz, oglądając elementy ówczesnego wystroju i wyposażenia wnętrz.
Wiele atrakcji turystycznych jest interaktywnych: oprócz przejazdów kolejką i tramwajami istnieje np. możliwość wypożyczenia strojów z okresu do pamiątkowych fotografii. Część budynków nie utraciła swojej pierwotnej funkcji: teatr Kureha-za oferuje występy artystów teatru kabuki, urząd pocztowy z Uji-yamada wciąż jest czynny, a w katedrze św. Franciszka Ksawerego pary nadal mogą wziąć ślub. Na terenie skansenu znajdują się także liczne restauracje oferujące m.in. kuchnię z okresu Meiji.